# Catete (Angola)
Catete ist ein Ort im Norden von Angola, ca. 60 km östlich der Hauptstadt Luanda.

## Verwaltung
Der Ort ist Hauptstadt der Provinz Icolo e Bengo. Catete ist zudem Sitz des Kreises Catete. Die Gemeinde hat 24.156 Einwohner (Schätzung 2014). Die Volkszählung 2014 soll fortan gesicherte Bevölkerungsdaten liefern.
Zu den wichtigsten Ortschaften des Kreises, neben dem Hauptort Catete, zählt Mazozo mit etwa 4550 Einwohnern (Schätzung 2014).

## Verkehr
Catete verfügt über einen kleinen Bahnhof an der Eisenbahnstrecke der Luandabahn, eine Verbindung zur Hauptstadt Luanda. Catete ist auch der größte Friedhof für alte Dampflokomotiven der Eisenbahngesellschaft Caminhos de Ferro de Angola.

## Söhne und Töchter der Stadt
- Agostinho Neto (1922–1979), Politiker, Arzt und Schriftsteller, Freiheitskämpfer und erster Präsident Angolas
- Agostinho André Mendes de Carvalho (1924–2014), Schriftsteller und Diplomat
- Deolinda Rodrigues (1939–1967), angolanische Widerstandskämpferin
- Arlindo Barbeitos (1940–2021), Schriftsteller und Historiker